# The Walk: Sfidează limitele
The Walk: Sfidează limitele (titlu original: The Walk) este un film american din 2015 regizat de Robert Zemeckis și scris de Christopher Browne și Robert Zemeckis. Rolurile au fost interpretate de Joseph Gordon-Levitt, Ben Kingsley, Charlotte Le Bon, James Badge Dale, Ben Schwartz și Steve Valentine. A fost lansat pe 30 septembrie 2015 în Statele Unite.

## Distribuție
- Joseph Gordon-Levitt în rolul lui Philippe Petit
- Charlotte Le Bon în rolul lui Annie Allix
- Ben Kingsley în rolul lui Papa Rudy
- Clément Sibony în rolul lui Jean-Louis
- James Badge Dale în rolul lui Jean-Pierre
- César Domboy în rolul lui Jeff
- Ben Schwartz în rolul lui Albert
- Benedict Samuel în rolul lui David
- Steve Valentine în rolul lui Barry Greenhouse